# Швидкість дифузії
Швидкість дифузії (англ. diffusion rate, рос. скорость диффузии) — число молекул, які продифундували через одиницю площі за секунду. Вона зростає, якщо існує велика різниця концентрацій з будь-якого боку площини, а також з температурою. Зменшується зі збільшенням тиску, молекулярної ваги та молекулярних розмірів. 